# LHFP
LHFP‏ (LHFPL tetraspan subfamily member 6) هوَ بروتين يُشَفر بواسطة جين LHFP في الإنسان.